# Eulâmio
Eulâmio (em latim: Eulamius; em grego: Eὐλάμιος; romaniz.: Eulámios), segundo Agátias, ou Eulálio (em latim: Eulalius. em grego: Eὐλάλιος; romaniz.: Eulálios) segunda a Suda, foi um filósofo bizantino do século VI. Nascido na Frígia, foi, junto com Damáscio, um dos filósofos atenienses que buscaram asilo na corte do xainxá Cosroes I (r. 531–579) em 531/2, quando o imperador Justiniano I (r. 527–565) fechou as últimas escolas filosóficas pagãs em Atenas. Eulâmio ficou desapontado com o Império Sassânida e finalmente retornou ao Império Bizantino em 532 junto com outros filósofos gregos, protegidos por um tratado que garantia sua segurança.